# 威爾弗雷德·坎特韋爾·史密斯
威爾弗雷德·坎特韋爾·史密斯（英語：Wilfred Cantwell Smith，1916年7月21日—2000年2月7日），生於加拿大多倫多，著名宗教學者，專長在於比較宗教學，宗教歷史，與基督教神學。1964年至1973年間，擔任哈佛大學神學院世界宗教研究中心主任教授。

## 生平
1938年，取得多倫多大學文學士學位，主要研究東方語言。1940年至1946年間，他與他的妻子，在印度福爾曼基督教學院（Forman Christian College）教書。
1948年，於普林斯顿大学取得博士學位，當時他正任教於麥基爾大學伊斯蘭研究學院。1964年至1973年間，任教於哈佛大學。離開哈佛大學之後，他至戴爾豪斯大學任教，並創立宗教學院。